# Халіль Ганім
Халіль Ганім Мубарак (араб. خليل غانم, нар. 2 листопада 1964) — еміратський футболіст, що грав на позиції захисника за клуб «Аль-Халідж», а також національну збірну ОАЕ.
Протягом усієї кар'єри у клубі і збірній утворював тандем у центрі оборони з рідним братом Мубараком Ганімом.

## Клубна кар'єра
У дорослому футболі дебютував 1984 року виступами за команду клубу «Аль-Халідж», кольори якої і захищав протягом усієї своєї кар'єри гравця, що тривала одинадцять років. 

## Виступи за збірну
Протягом 1985–1990 років був гравцем національної збірної ОАЕ, у складі якої брав участь у кубку Азії 1984 року в Сінгапурі, кубку Азії 1988 року в Катарі, а також чемпіонату світу 1990 року в Італії. На мундіалі брав участь в усіх трьох матчах своєї команди на груповому етапі,  які вона програла з сумарним рахунком 2:11.